# JR四國2700系柴聯車
JR四國2700系柴聯車是日本四国旅客鐵道和土佐黑潮铁道的倾斜式柴聯車，用於行駛四国的特急列车。基于2600系的外观设计和2000系的车体倾斜系统，2700系成为JR四国新的招牌車型，替换了部分的2000系柴聯車。

## 概要
为了替换1989年（平成元年）研发的2000系柴油动车组，JR四国开发了2600系。本來計畫使用和8600系相同的空氣彈簧式車體傾斜裝置，然而在2017年開始的試驗中，發現2600系行駛於土讃線時無法確保傾斜裝置所需之空氣容量，因此停止後續車輛製造，改為採用傳統的“制御付自然振子装置”（即可控制倾斜系统）的列車，亦即本型車，編為2700系。這是自2008年JR九州883系電車增结用中間車製造後，相隔11年又出現採用“自然振子装置”的列車。
2019年1月（平成31年），兩輛原型車（4輛）由川崎重工製造兩組（4輛）原型車。同年 1 月 23 日在多度津工廠向媒體公開了2752-2702兩輛車。
除了車身傾斜裝置以外，本型車的控制系統、電氣設備、服務設備與2600系幾乎相同。但也因此，本型車無法與2000系和2600系連結控制運轉。

## 编组與設計

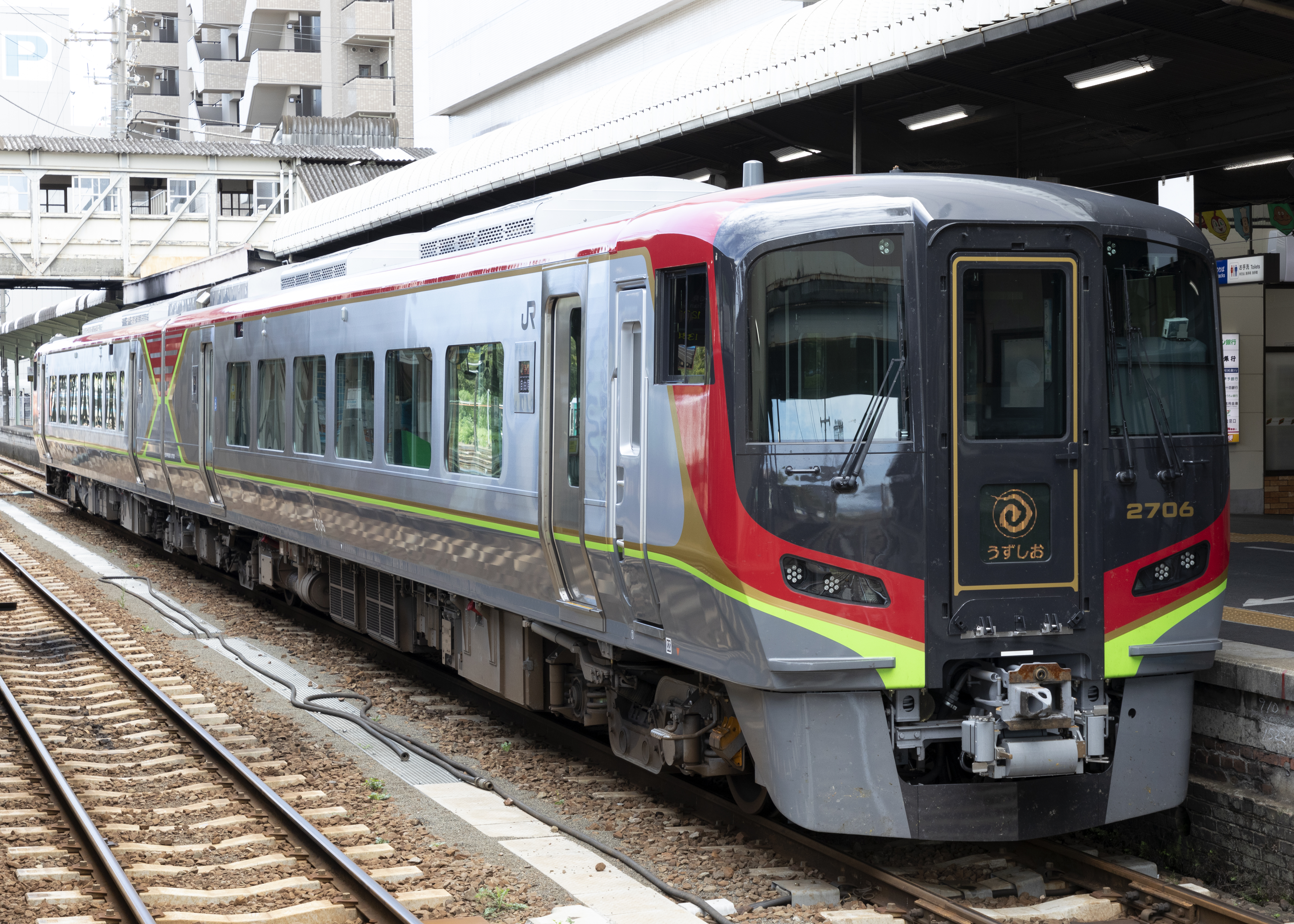
德岛站的2700系涡潮号列车 2辆编组

本型車設計基礎為2600系列 ，但傾斜機制不同。其塗裝以红色，金色和绿色搭配，称为“新日本風格”。
編組無中間車，每節車廂都有駕駛室，且兩端皆有附電氣連接的密著式連結器，本型車的編組比固定編組的8600系更加靈活，每列車可有2至8輛車。以下列举几种常见的编组形式。
2辆（2700+2750）：常见于涡潮号列车、四万十号列车，足折号列车。
3辆（2700+2750+2750）：無綠色車廂的三辆编组，常见于涡潮号列车。
3辆（2700+2750+2800）：有綠色車廂的三辆编组，常见于南风号列车。
4辆（2700+2700+2750+2800）：有綠色車廂的四辆编组，常见于面包超人南风号列车。
5辆（2700+2750+2700+2750+2750）：無綠色車廂的5辆编组，仅用于涡潮4号。
| 记号      | Mc           | Mc'          | Msc                              |
| 形式      | 2700         | 2750         | 2800                             |
| 載客量    | 46           | 52           | 36（綠色車廂12位，普通艙等24位） |
| 重量（t） | 46.8         | 46.9         | 47.4                             |
| 特殊设备  | 轮椅对应设施 | 振子指令装置 | 振子指令装置                     |
| 制造数    | 16+1         | 16+1         | 7                                |

## 内部
設置带电源插座椅背可傾斜座椅，相較於2600系，2700系的座椅未設可動式頭枕，普通車座椅色調為藍色及綠色點綴，有轮椅空间和无障碍洗手间。 使用LED照明。
- 2700型：Mc車（高松端）。全車普通座。設有盥洗室，有46个座位。有輪椅空間與無障礙盥洗室。
- 2750型：Mc'車（松山，德島，高知端）。全車普通座。設有盥洗室，有52个座位。
- 2800型：Msc車。松山，德島和高知端的一半車廂為頭等艙（綠色車廂），座位為2+1配置，並有腳凳。車廂中間有隔板。車廂一端設有多功能室。有36个座位（绿车座位：12，普通座位：24）。

## 技術細節

### 車體
車身構造設計與2600系一樣，採用不銹鋼材質與雷射銲接。但因為車身傾斜機制不同且傾斜角度較大，車體下部比 2600 系列更窄，也因此靠窗坐位腿部空間較狹小。但藉由調整空調設備的佈置降低了此問題的影響。
外觀設計沿用2600系以日本傳統設計為根本的「新日本主義」。由於本型車將用於行駛岡山縣、香川縣、德島縣、高知縣之間的特快列車，以代表德島縣阿波舞和高知縣夜來祭的熱情的深紅色為基礎，使用傳統代表吉祥的紅色金色，並加上代表香川縣特產的橄欖以及岡山縣名產麝香葡萄的綠色線條。

### 轉向架與傾斜裝置
和2000系柴聯車一樣，採用了可控制自然傾斜裝置，但傾斜機制採用8000系電車試作車所採用的軸承導軌式（直線導軌式）， 而非2000系使用的滾輪式。最大傾斜角度與2000系、8000系同為5度（2600系僅有2度）。轉向架為無枕梁空氣彈簧轉向架S-DT70型，軸箱支撐方式為結合螺旋彈簧和圓筒積層橡膠的翼型彈簧式。這是以2017年度起2000系更新轉向架時採用的S-DT69型為基礎發展而來的。
各車的TC裝置儲存了地面數據，並透過ATS地面感應器校正列車的位置。不過如果位置檢測發生錯誤，列車也能自然傾斜，而以容許的速度通過彎道。此外還增加了可設定傾斜功能的車站，以便在位置檢測錯誤時盡快恢復正常。

### 引擎與剎車
引擎方面，每輛車搭載兩台與2600系柴聯車相同的小松製環保型渦輪增壓中冷直列6缸SA6D140HE-2型引擎（450 PS / 2,100 rpm），最高營運速度為130公里/小時但由於車體傾斜機制改變，使得底盤下方空間較小，故改變了熱交換器的形狀並採用新型遮風板，以減少捲入的風量。
採用電氣指令式空氣煞車，結合了引擎和排氣煞車，具備六種煞車功能：常用煞車、緊急煞車、直通備用煞車、耐雪煞車、抑速煞車和救援煞車。

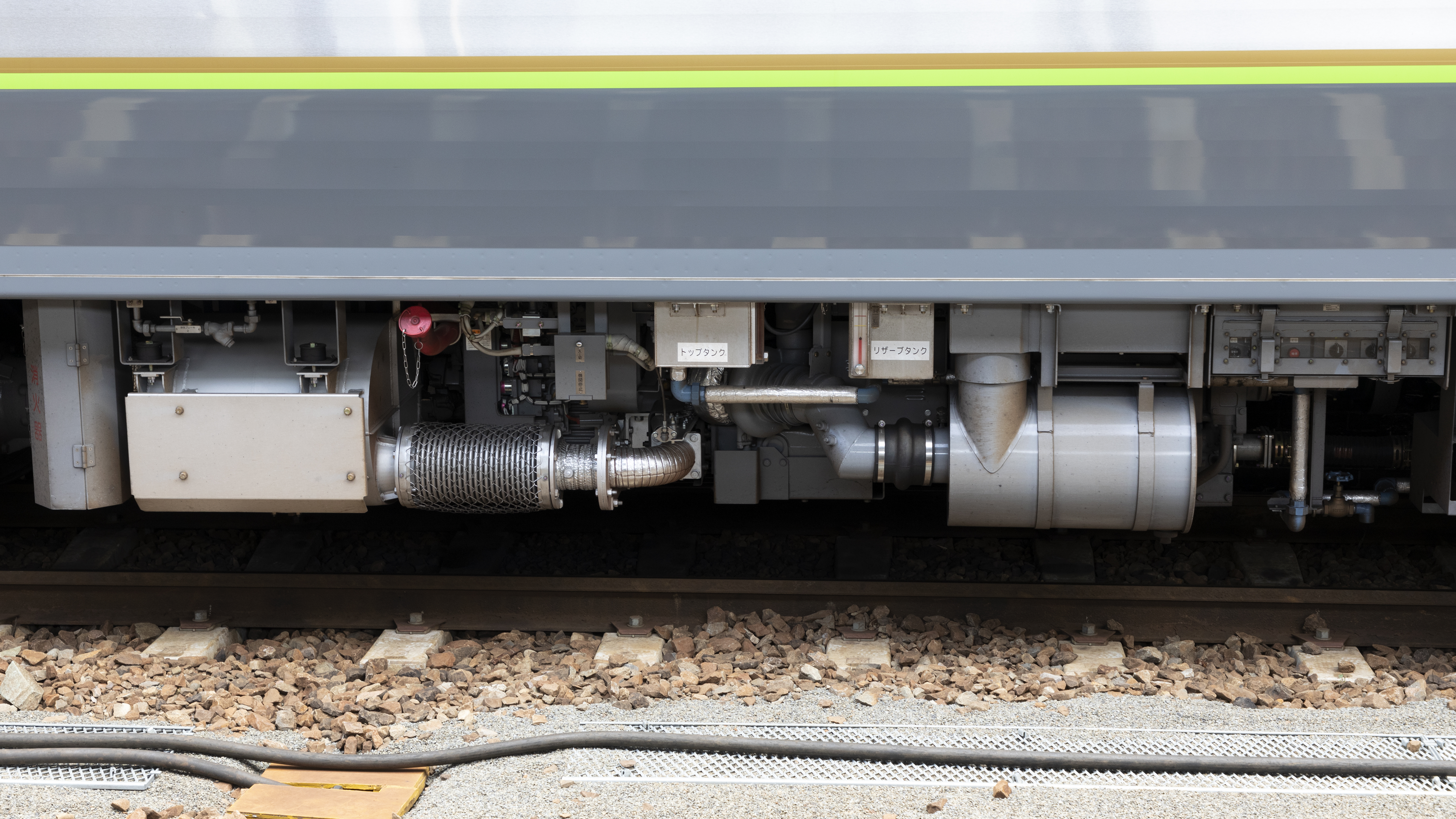
裝於底盤下方的SA6D140HE-2柴油引擎
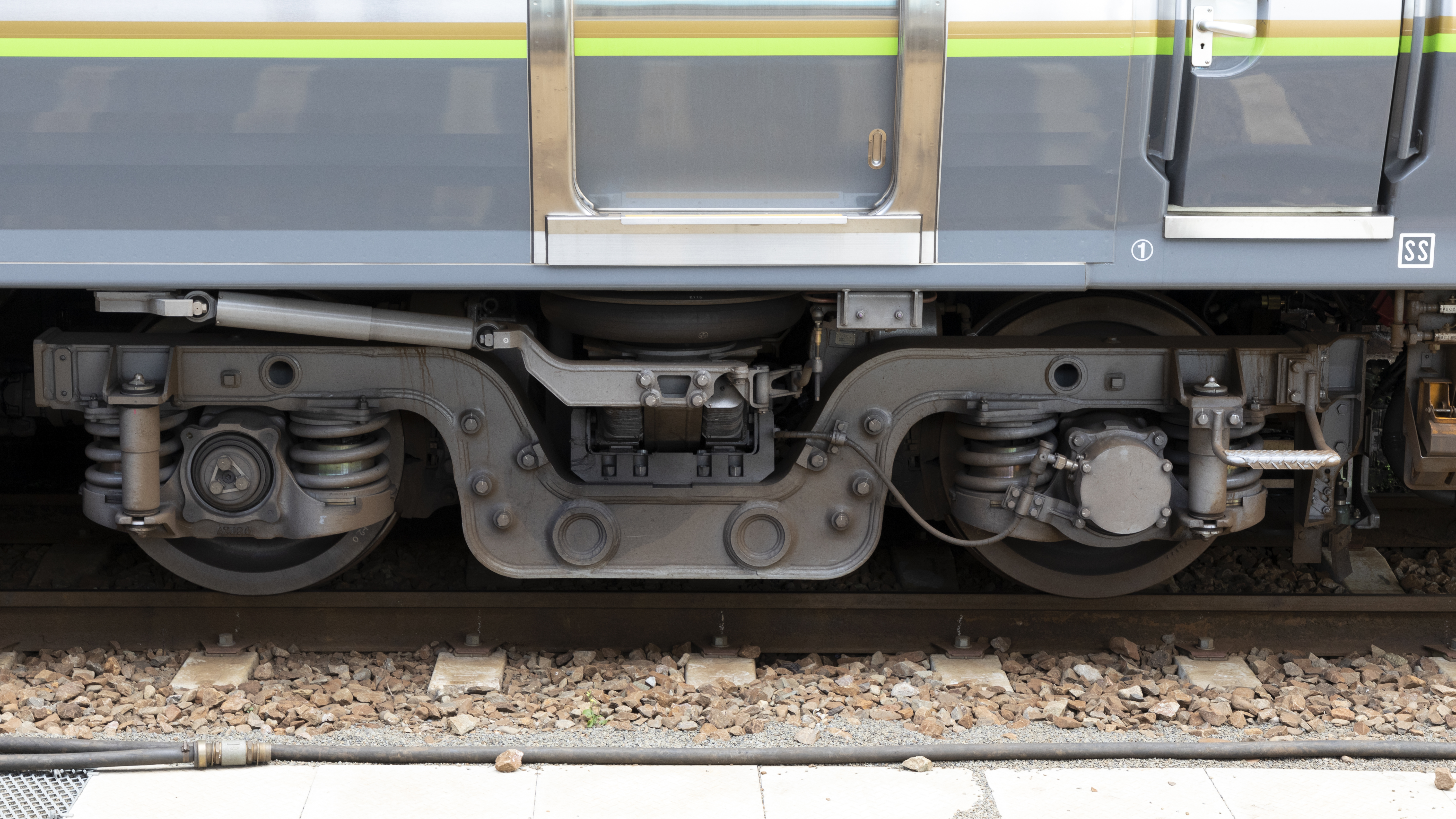
S-DT70型转向架

## 车辆一览
- 截至2020年10月17日
- 製造：川重代表川崎重工業）
- 配置：高松代表高松运转所；高知代表高知运转所

## 历史
JR四国向川崎重工订购了39辆车，以部分替换老化的2000系柴聯車。 第一组車（2701+2751）于2019年1月23日向大众公開， 计划于2019年秋季開始商業運轉。 随着第五第六编组及两节附带绿色车厢的2800型列车运抵四国，2700系列车已于2019年8月6日投入正式商业运行。
2020年3月，JR四国宣布将投入两组各4辆面包超人涂装列车。2020年5月16日，2751、2701、2752、2702、2803、2804号车进入多度津工厂进行改造。
本型車因為「繼承了優秀技術且配備了現代特快列車的技術和設備」，2020年6月5日，被日本铁道友之会授予第60屆“桂冠奖”。
除了JR四國之外，與JR四國共同營運特急列車的第三部門業者土佐黑潮鐵道也引進2輛（2700、2750型各一輛），編號為2730-2780，以更新自己的特急型車輛。2輛車於2020年8月5日落成，目前配屬JR四國高知運轉所。